# میانکی
میانکی، روستایی است از توابع بخش مرکزی شهرستان چالوس در استان مازندران ایران.این روستا از جنوب با رشته کوه البرز و از شمال از طریق خیابان دریانوردان(ملک پور سابق) به مسیر چالوس-تنکابن، و از شرق و غرب با شهرک توریستی نمک آبرود در همسایگی می‌باشد .
اسم این روستا در گذشته حصارسر بوده‌است.وجه تسمیه میانکی در حقیقت میانکیله می‌باشد  و به مرور زمان به صورت میانکی درآمده است .
کیله در زبان طبری یعنی رودخانه کوچک، و این روستا در میان دو مسیر آبی قرار گرفته‌است به این دلیل به آن میانکیله و امروزه میانکی می نامند.
این روستا به علت زیبایی فراوان و نزدیکی به شهرک توریستی نمک آبرود و دریا و جنگل، دارای شهرک و مجتمع‌های مسکونی برای سکونت دائم و خوش‌نشین مانند شهرک دسا، شهرک دریانوردان، شهرک گیالارا، شهرک پزشکان، مجتمع مسکونی دیپلمات، مجتمع مسکونی تیراژه، مجتمع مسکونی شاهین، مجتمع مسکونی آفتابگردان می‌باشد .

## جمعیت
این روستا در دهستان کلارستاق غربی قرار دارد و براساس سرشماری مرکز آمار ایران در سال ۱۳۸۵، جمعیت آن ۳۰۳ نفر (۷۹خانوار) بوده‌است. مردم میانکی از قومیت طبری هستند. مردم میانکی به زبان طبری با گویش چالوسی سخن می‌گویند.